# Solčianky
Solčianky (Hongaars: Szolcsányka) is een Slowaakse gemeente in de regio Nitra, en maakt deel uit van het district Topoľčany.
Solčianky telt 261 inwoners.